# Leerimetsa
Koordinaten: 58° 56′ N, 22° 52′ O
Leerimetsa ist ein Dorf (estnisch küla) in der Landgemeinde Hiiumaa (bis 2017: Landgemeinde Pühalepa). Es liegt auf der zweitgrößten estnischen Insel Hiiumaa (deutsch Dagö).
Leerimetsa hat heute keine Einwohner mehr (Stand 31. Dezember 2011).